# Jordan (Taiwan)
Jordan (Jordan Motors Co. Ltd., Changhua Coastal Ind., Taiwan) is een bedrijf dat onder andere bromfietsjes, trikes, quads, scooters en jetski's produceert.
Het bedrijf maakt eigen motorblokjes van 25 tot 250 cc, die ook op lpg kunnen rijden. 